# Khristovita-(Ce)
La khristovita-(Ce) és un mineral de la classe dels silicats, que pertany al grup de la dol·laseïta. Rep el nom en honor de Ievguenia Vladimirovitxa Khristova (Евгения Владимировича Христова) (1933-), geòleg rus i autor de moltes obres sobre la tectònica del Tien Shan.

## Característiques
La khristovita-(Ce) és un silicat de fórmula química {CaCe}{MgAlMn2+}(Si₂O₇)(SiO₄)(OH)F. Va ser aprovada com a espècie vàlida per l'Associació Mineralògica Internacional l'any 1991. Cristal·litza en el sistema monoclínic. La seva duresa a l'escala de Mohs és 5.
Segons la classificació de Nickel-Strunz, la khristovita-(Ce) pertany a «09.B - Estructures de sorosilicats amb grups barrejats de SiO₄ i Si₂O₇; cations en coordinació octaèdrica [6] i major coordinació» juntament amb els següents minerals: al·lanita-(Ce), al·lanita-(La), al·lanita-(Y), clinozoisita, dissakisita-(Ce), dol·laseïta-(Ce), epidota, epidota-(Pb), mukhinita, piemontita, piemontita-(Sr), manganiandrosita-(La), tawmawita, manganipiemontita-(Sr), ferrial·lanita-(Ce), clinozoisita-(Sr), manganiandrosita-(Ce), dissakisita-(La), vanadoandrosita-(Ce), uedaïta-(Ce), epidota-(Sr), al·lanita-(Nd), ferrial·lanita-(La), åskagenita-(Nd), zoisita, macfal·lita, sursassita, julgoldita-(Fe2+), okhotskita, pumpel·lyïta-(Fe2+), pumpel·lyïta-(Fe3+), pumpel·lyïta-(Mg), pumpel·lyïta-(Mn2+), shuiskita, julgoldita-(Fe3+), pumpel·lyïta-(Al), poppiïta, julgoldita-(Mg), ganomalita, rustumita, vesuvianita, wiluïta, manganovesuvianita, fluorvesuvianita, vyuntspakhkita-(Y), del·laïta, gatelita-(Ce) i västmanlandita-(Ce).

## Formació i jaciments
Va ser descoberta al jaciment de rodonita de la vall de Muzeinyi, a la serralada d'Inyl'chek (Província d'Issik Kul, Kirguizstan). També ha estat descrita a la mina d'urani Rössing, a la localitat d'Arandis (Regió d'Erongo, Namíbia). Aquests dos indrets són els únics de tot el planeta on ha estat descrita aquesta espècie mineral.